# يوهانس كايزر (مهندس معماري)
جوهانس كايزر (بالهولندية: Johannes Kayser)‏ هو مهندس معماري هولندي، ولد في 11 نوفمبر 1842 في هارلينجن في هولندا، وتوفي في 15 مارس 1917 في سيرتوخيمبوس في هولندا.